# Lignières-Sonneville
Lignières-Sonneville és un municipi francès situat al departament del Charente i a la regió de la Nova Aquitània. L'any 2007 tenia 593 habitants.

## Demografia

### Població
El 2007 la població de fet de Lignières-Sonneville era de 593 persones. Hi havia 245 famílies de les quals 70 eren unipersonals (33 homes vivint sols i 37 dones vivint soles), 98 parelles sense fills, 73 parelles amb fills i 4 famílies monoparentals amb fills.
La població ha evolucionat segons el següent gràfic:
Habitants censats

### Habitatges
El 2007 hi havia 290 habitatges, 247 eren l'habitatge principal de la família, 11 eren segones residències i 33 estaven desocupats. 274 eren cases i 5 eren apartaments. Dels 247 habitatges principals, 145 estaven ocupats pels seus propietaris, 91 estaven llogats i ocupats pels llogaters i 11 estaven cedits a títol gratuït; 22 tenien dues cambres, 29 en tenien tres, 69 en tenien quatre i 126 en tenien cinc o més. 207 habitatges disposaven pel capbaix d'una plaça de pàrquing. A 116 habitatges hi havia un automòbil i a 104 n'hi havia dos o més.

### Piràmide de població
La piràmide de població per edats i sexe el 2009 era:
| Homes | Edats   | Dones |
| ----- | ------- | ----- |
| 0     | 95 o +  | 8     |
| 0     | 90 a 94 | 4     |
| 4     | 85 a 89 | 8     |
| 12    | 80 a 84 | 12    |
| 16    | 75 a 79 | 20    |
| 8     | 70 a 74 | 12    |
| 16    | 65 a 69 | 24    |
| 24    | 60 a 64 | 16    |
| 8     | 55 a 59 | 12    |
| 20    | 50 a 54 | 8     |
| 16    | 45 a 49 | 24    |
| 24    | 40 a 44 | 8     |
| 12    | 35 a 39 | 28    |
| 28    | 30 a 34 | 48    |
| 24    | 25 a 29 | 24    |
| 8     | 20 a 24 | 0     |
| 24    | 15 a 19 | 16    |
| 12    | 10 a 14 | 12    |
| 12    | 5 a 9   | 12    |
| 12    | 0 a 4   | 20    |

## Economia
El 2007 la població en edat de treballar era de 357 persones, 282 eren actives i 75 eren inactives. De les 282 persones actives 263 estaven ocupades (145 homes i 118 dones) i 19 estaven aturades (7 homes i 12 dones). De les 75 persones inactives 28 estaven jubilades, 16 estaven estudiant i 31 estaven classificades com a «altres inactius».

### Ingressos
El 2009 a Lignières-Sonneville hi havia 254 unitats fiscals que integraven 569 persones, la mediana anual d'ingressos fiscals per persona era de 16.400 €.

### Activitats econòmiques
Dels 28 establiments que hi havia el 2007, 3 eren d'empreses alimentàries, 2 d'empreses de fabricació d'altres productes industrials, 2 d'empreses de construcció, 10 d'empreses de comerç i reparació d'automòbils, 3 d'empreses d'hostatgeria i restauració, 2 d'empreses financeres, 1 d'una empresa immobiliària, 1 d'una empresa de serveis, 2 d'entitats de l'administració pública i 2 d'empreses classificades com a «altres activitats de serveis».
Dels 4 establiments de servei als particulars que hi havia el 2009, 1 era un taller de reparació d'automòbils i de material agrícola, 1 fusteria, 1 electricista i 1 perruqueria.
Dels 4 establiments comercials que hi havia el 2009, 1 era una botiga de menys de 120 m², 1 una fleca, 1 una carnisseria i 1 una botiga de material esportiu.
L'any 2000 a Lignières-Sonneville hi havia 39 explotacions agrícoles.

## Equipaments sanitaris i escolars
L'únic equipament sanitari que hi havia el 2009 era una farmàcia.
El 2009 hi havia una escola maternal integrada dins d'un grup escolar amb les comunes properes formant una escola dispersa.

## Poblacions més properes
El següent diagrama mostra les poblacions més properes.